# جورج سوليفان (سياسي)
جورج سوليفان (بالإنجليزية: George Sullivan)‏ هو محامي وسياسي أمريكي، ولد في 29 أغسطس 1771، وتوفي في 14 أبريل 1838 في الولايات المتحدة. انتخب عضو مجلس النواب الأمريكي.